# Петрова, Людмила Николаевна (легкоатлетка)
Людмила Николаевна Петрова (девичья фамилия — Якимова, род. 7 октября 1968, Караклы, Чувашская АССР) — советская и российская спортсменка; мастер спорта России международного класса (1996) по лёгкой атлетике. Первая и единственная россиянка — победительница Нью-Йоркского марафона (2000).

## Биография
Родилась в деревне Караклы Канашского района Чувашской АССР.
Окончила Мариинско-Посадский лесотехнический техникум. Как спортсменка воспитывалась в Чебоксарской школе высшего спортивного мастерства. Была чемпионкой Чувашии. В 1996 году участвовала на 26-х Олимпийских играх на соревнованиях в беге на 10000 м; в 2004 году стала участницей на 28-х летних Олимпийских играх в соревнованиях по марафонскому бегу, где заняла 8-е место. С 1994 года мастер спорта по лёгкой атлетике.
Проживала во Флориде, США (2006).

## Достижения
- Чемпионка России (1996, 1997) в беге на 3000 м и 10000 м,
- победительница Кубка Европы (1998) в командном зачёте на марафонскую дистанцию,
- победительница Нью-Йоркского марафона (2000), серебряный призёр Лондонского (2004) и Нью-Йоркского (2009) марафонов.
- победительница Люблянского марафона (1999)

## Спортивные звания
- Мастер спорта России по лёгкой атлетике (1994)
- Мастер спорта России международного класса по лёгкой атлетике (1996)[4].

## Семья
- Супруг: Петров Сергей Николаевич (1965—2005) — спортсмен-легкоатлет, тренер, один из тренеров Людмилы Петровой, заслуженный тренер Чувашской Республики (2001)[6].
- Две дочери[5][7].